# الوترة (رصد)

تعديل مصدري - تعديل

الوتره هي إحدى قرى عزلة القارة بمديرية رصد التابعة لمحافظة أبين، بلغ تعداد سكانها 41 نسمة حسب تعداد اليمن لعام 2004.